# ’O sole mio
Az ’O sole mio (Napocskám) az egyik legismertebb nápolyi dal.
Szerzői: Eduardo Di Capua (zene; 1898), Giovanni Capurro (szöveg). Emanuele Alfredo Mazzucchi besegített a dallam elkészítésébe, de nem írta alá a kéziratot. Jurij Gagarin ez a dalt dünnyögte a Föld legelső megkerülése közben.

## Híres felvételek

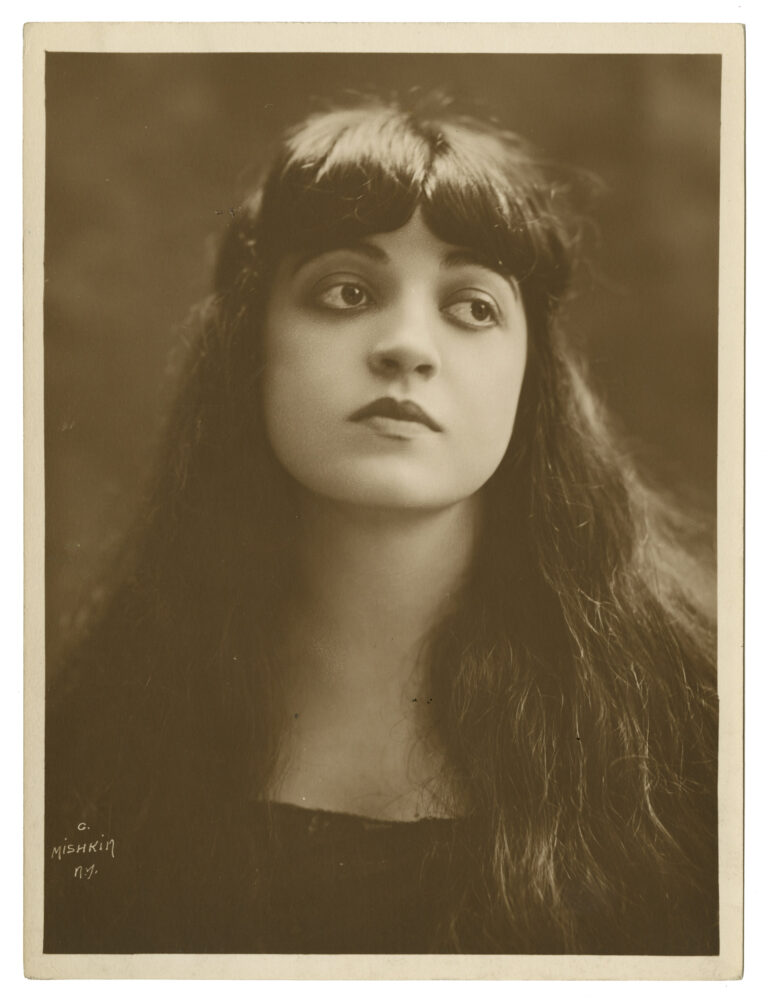
Rosa Ponselle

Enrico Caruso, Rosa Ponselle, Beniamino Gigli, Tito Schipa, Giuseppe Di Stefano, Mario Lanza, Andrea Bocelli, A Három Tenor, Luciano Pavarotti, Elvis Presley  („It's Now or Never”), Al Bano, Domenico Modugno, Andy Bell, Pino Daniele, Il Volo, Filippa Giordano, Estirpe, Charles W. Harrison, Bing Crosby, Dalida,... Dolhai Attila,...
Luciano Pavarotti 1980-ban Grammy-díjat kapott legjobb klasszikus énekesként (Best Classical Vocal Performance) az „’O sole mio” előadásáért.

## Film
- 1946: Giacomo Gentilomo filmje
- 1960: O sole mio (1960) az Internet Movie Database oldalon (angolul) Paul Martin filmje